# Tornei di tennis maschili indipendenti nel 1977
Nel 1977 i tornei di tennis maschili facevano parte del World Championship Tennis 1977 e del rivale Colgate-Palmolive Grand Prix 1977, ma molti non erano inseriti in nessun particolare circuito.

## Calendario

### Gennaio
| Settimana  | Torneo                                                                       | Vincitore              | Finalista      | Semifinalisti | Eliminati ai quarti |
| ---------- | ---------------------------------------------------------------------------- | ---------------------- | -------------- | ------------- | ------------------- |
| 1º gennaio | Sydney Manly Seaside Championships 1977 Sydney, Australia Singolare - Doppio | Mark Edmondson 7-6 6-4 | Rod Frawley    |               |                     |
| 1º gennaio | Sydney Manly Seaside Championships 1977 Sydney, Australia Singolare - Doppio |                        |                |               |                     |
| 23 gennaio | Tasmanian Open 1977 Hobart, Australia 20 000 $ Singolare - Doppio            | Syd Ball 6-2 4-6 6-2   | Bob Carmichael |               |                     |
| 23 gennaio | Tasmanian Open 1977 Hobart, Australia 20 000 $ Singolare - Doppio            |                        |                |               |                     |

### Febbraio
| Settimana  | Torneo                                                                               | Vincitore                 | Finalista     | Semifinalisti | Eliminati ai quarti |
| ---------- | ------------------------------------------------------------------------------------ | ------------------------- | ------------- | ------------- | ------------------- |
| 6 febbraio | New Zealand Championships 1977 Wellington, Nuova Zelanda Singolare - Doppio          | Brian Fairlie 6-3 6-4 7-5 | Dale Collings |               |                     |
| 6 febbraio | New Zealand Championships 1977 Wellington, Nuova Zelanda Singolare - Doppio          |                           |               |               |                     |
| 4 gennaio  | Cincinnati Pro Exhibition 1977 Chattanooga, USA $22,000 - Sintetico indoor Singolare | Björn Borg 6-7 6-3 6-2    | Rod Laver     |               |                     |
| 6 febbraio | New South Wales Hard Championships 1977 Orange, Australia Singolare - Doppio         | John Marks 6-4 1-6 6-1    | Bob Giltinan  |               |                     |
| 6 febbraio | New South Wales Hard Championships 1977 Orange, Australia Singolare - Doppio         |                           |               |               |                     |

### Marzo
Nessun evento

### Aprile
Nessun evento

### Maggio
| Settimana | Torneo                                                        | Vincitore                    | Finalista     | Semifinalisti | Eliminati ai quarti |
| --------- | ------------------------------------------------------------- | ---------------------------- | ------------- | ------------- | ------------------- |
| 1º maggio | Torneo di Charlotte 1977 Charlotte, USA Singolare - Doppio    | Victor Amaya 6-4 7-6         | Deon Joubert  |               |                     |
| 1º maggio | Torneo di Charlotte 1977 Charlotte, USA Singolare - Doppio    |                              |               |               |                     |
| 5 maggio  | Downeast Tennis Classic 1977 Portland, USA Singolare - Doppio | Sherwood Stewart 5-7 6-4 6-4 | Peter Fleming |               |                     |
| 5 maggio  | Downeast Tennis Classic 1977 Portland, USA Singolare - Doppio |                              |               |               |                     |

### Giugno
| Settimana | Torneo                                                                   | Vincitore              | Finalista     | Semifinalisti | Eliminati ai quarti |
| --------- | ------------------------------------------------------------------------ | ---------------------- | ------------- | ------------- | ------------------- |
| 4 giugno  | Kent Championships 1977 Beckenham, Gran Bretagna Singolare - Doppio      | Mark Edmondson 6-3 6-4 | Tim Gullikson |               |                     |
| 4 giugno  | Kent Championships 1977 Beckenham, Gran Bretagna Singolare - Doppio      |                        |               |               |                     |
| 4 giugno  | Northern Championships 1977 Manchester, Gran Bretagna Singolare - Doppio | Billy Martin 6-2 6-1   | Saeed Meer    |               |                     |
| 4 giugno  | Northern Championships 1977 Manchester, Gran Bretagna Singolare - Doppio |                        |               |               |                     |

### Luglio
Nessun evento

### Agosto
| Settimana | Torneo                                                                    | Vincitore               | Finalista    | Semifinalisti | Eliminati ai quarti |
| --------- | ------------------------------------------------------------------------- | ----------------------- | ------------ | ------------- | ------------------- |
| 29 agosto | Lionel Tennis Week 1977 Rye, USA $25,000 - Terra rossa Singolare - Doppio | Guillermo Vilas 6-2 6-0 | Ilie Năstase |               |                     |
| 29 agosto | Lionel Tennis Week 1977 Rye, USA $25,000 - Terra rossa Singolare - Doppio |                         |              |               |                     |

### Settembre
Nessun evento

### Ottobre
| Settimana  | Torneo                                                                               | Vincitore               | Finalista        | Semifinalisti | Eliminati ai quarti |
| ---------- | ------------------------------------------------------------------------------------ | ----------------------- | ---------------- | ------------- | ------------------- |
| 2 ottobre  | Hilton Head Classic 1977 Hilton Head, USA $222,000 - Terra rossa Singolare - Doppio  | Björn Borg 6-4 7-5      | Roscoe Tanner    |               |                     |
| 2 ottobre  | Hilton Head Classic 1977 Hilton Head, USA $222,000 - Terra rossa Singolare - Doppio  |                         |                  |               |                     |
| 9 ottobre  | World Star Tournament 1977 Rotterdam, Paesi Bassi Singolare - Doppio                 | Ilie Năstase 6-2 6-2    | Vitas Gerulaitis |               |                     |
| 9 ottobre  | World Star Tournament 1977 Rotterdam, Paesi Bassi Singolare - Doppio                 |                         |                  |               |                     |
| 30 ottobre | Caracas Invitationl 1977 Caracas, Venezuela $50,000 - Terra rossa Singolare - Doppio | Guillermo Vilas 6-2 6-2 | Ilie Năstase     |               |                     |
| 30 ottobre | Caracas Invitationl 1977 Caracas, Venezuela $50,000 - Terra rossa Singolare - Doppio |                         |                  |               |                     |

### Novembre
| Settimana   | Torneo                                                                        | Vincitore                | Finalista           | Semifinalisti | Eliminati ai quarti |
| ----------- | ----------------------------------------------------------------------------- | ------------------------ | ------------------- | ------------- | ------------------- |
| 6 novembre  | Australian Hard Championships 1977 Melbourne, Australia Singolare - Doppio    | David Carter 6-1 6-3     | Malcolm J. Anderson |               |                     |
| 6 novembre  | Australian Hard Championships 1977 Melbourne, Australia Singolare - Doppio    |                          |                     |               |                     |
| 26 novembre | Gunze Open 1977 Tokyo, Giappone 125 000 - Sintetico indoor Singolare - Doppio | Ken Rosewall 4-6 7-6 6-4 | Ilie Năstase        |               |                     |
| 26 novembre | Gunze Open 1977 Tokyo, Giappone 125 000 - Sintetico indoor Singolare - Doppio |                          |                     |               |                     |

### Dicembre
| Settimana   | Torneo                                                                                     | Vincitore                | Finalista    | Semifinalisti | Eliminati ai quarti |
| ----------- | ------------------------------------------------------------------------------------------ | ------------------------ | ------------ | ------------- | ------------------- |
| 18 dicembre | Bahamas International Tennis Open 1977 Nassau, Bahamas 15 000 - Cemento Singolare - Doppio | Cliff Richey 7-5 4-6 6-3 | John McEnroe |               |                     |
| 18 dicembre | Bahamas International Tennis Open 1977 Nassau, Bahamas 15 000 - Cemento Singolare - Doppio |                          |              |               |                     |